# 拉登察河
51°39′15″N 17°09′42″E / 51.654146°N 17.161594°E
拉登察河（波蘭語：Radęca）是波蘭的河流，位於該國中西部，處於大波蘭省，屬於奧爾拉河的右支流，河道全長30公里，流域面積184平方公里，河口處在尤特羅辛。